# Kościół am Steinhof
Kościół am Steinhof (niem. Kirche am Steinhof, znany również jako Kirche zum heiligen Leopold – kościół pw. św. Leopolda) – rzymskokatolicki kościół w Wiedniu, w dzielnicy Penzing. Zbudowany został w latach 1904–1907 przez Ottona Wagnera jako część zespołu szpitalnego dla psychicznie chorych.
Jest jednym z najpiękniejszych przykładów architektury secesyjnej w Austrii.

## Historia

### Wiek XX
Kościół pod wezwaniem św. Leopolda stanowi część zespołu szpitalnego Niederösterreichische Landes-Heil- und Pflegeanstalt "Am Steinhof (później szpital psychiatryczny Psychiatrisches Krankenhaus der Stadt Wien-Baumgartner Höhe, obecnie OttoWagner-Spital im 14. Gemeindebezirk in Wien), który w momencie otwarcia w 1907 roku był najnowocześniejszą i największą tego rodzaju placówką dla umysłowo chorych w Europie. Kościół, położony na wysokości 310 m nad poziomem morza, na zboczach Galitzinberg stanowi zwieńczenie całego kompleksu architektonicznego. Jest najbardziej znaną budowlą sakralną secesji. Zbudowany w latach 1904–1907 jest głównym dziełem architekta Otto Wagnera, który zainspirował się wcześniejszym projektem Maxa Hegele - kościoła cmentarnego św. Karola Boromeusza na Cmentarzu Centralnym w Wiedniu. Aby podkreślić aspekt artystyczny budowli, zbudował on wysoką kopułę, a pokrywającą ją miedzianą blachę oraz wszystkie miedziane detale, znajdujące się na elewacji włącznie z fryzem pozłocił. Realizacja kościoła stanowiła utwierdzenie pozycji Wagnera jako architekta uwrażliwionego na sprawę przeznaczenia i funkcjonalności tego obiektu. Z uwagi na fakt, iż wiernymi, uczestniczącymi w nabożeństwach mieli być pacjenci szpitala architekt zastosował szczególne rozwiązania, takie jak: trzy portale (dla pacjentów płci męskiej i żeńskiej oraz dla personelu szpitala), krótkie ławki, umożliwiające w razie potrzeby szybki dostęp do pacjentów, pokój lekarski, gabinet pierwszej pomocy i toalety. Krewni mogli uczestniczyć w nabożeństwie jedynie z empor. Koszt budowy całego kompleksu szpitalnego wyniósł 28 milionów koron, w tym kościoła 575 tysięcy, a honorarium Ottona Wagnera 35 tysięcy. 8 października 1907 roku miała miejsce uroczysta inauguracja całego kompleksu szpitalnego, dokonana przez arcyksięcia Franciszka Ferdynanda.
Podczas II wojny światowej cenne witraże zostały usunięte z okien i ukryte w Czechosłowacji. W 1950 roku okna zostały przywrócone ponownie do stanu pierwotnego. W latach 1961–1964 miasto Wiedeń odrestaurowało fasadę kościoła oraz miedziany daszek nad wejściem.

### Wiek XXI

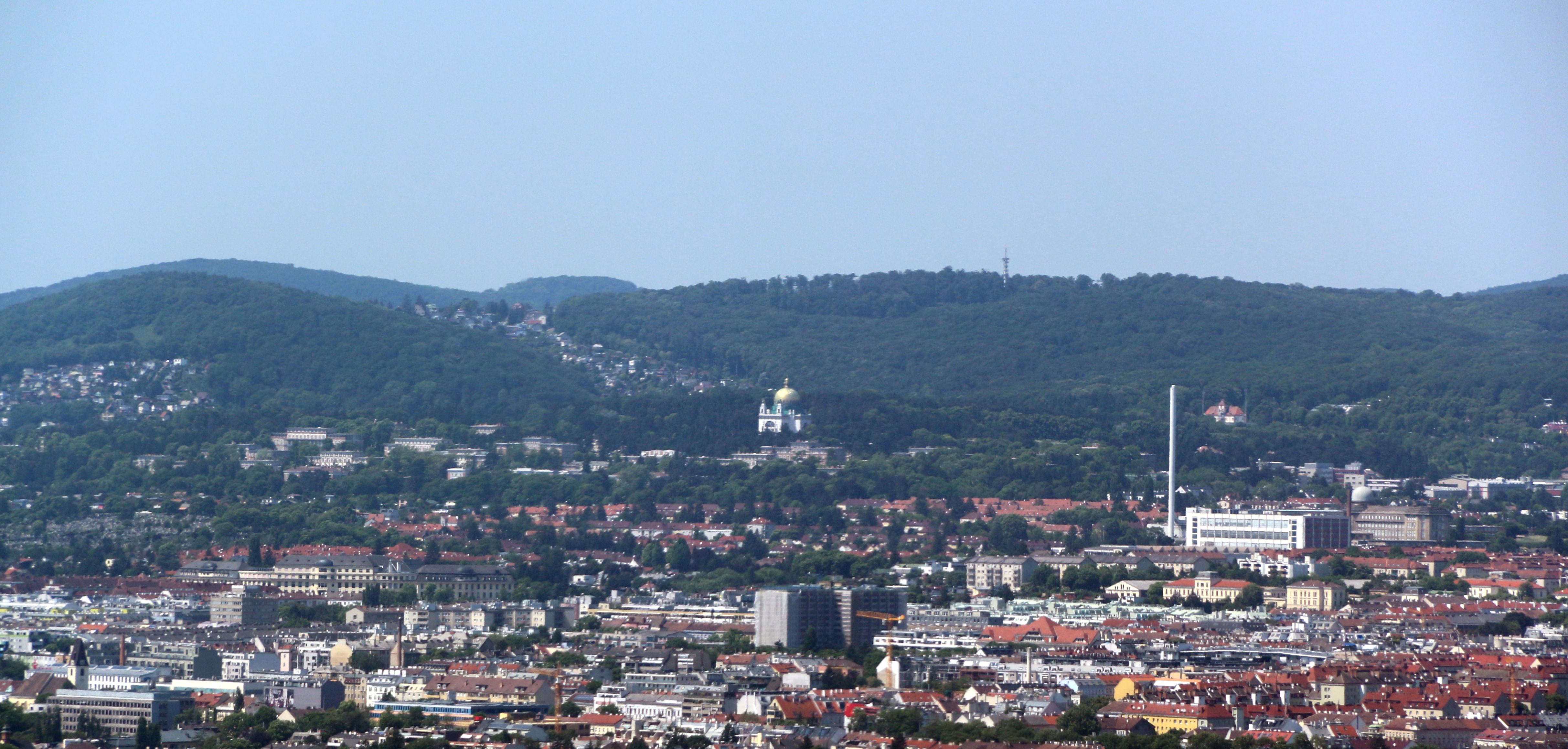
Kościół am Steinhof w pejzaż

W latach 2000–2006 przeprowadzono kompleksowe prace konserwatorskie w kościele. Kosztowały one 11,6 miliona euro. W ich trakcie wstawiono nowe, wytrzymałe szyby w okna, całą fasadę, mającą 1800 m² powierzchni, pokryto na nowo płytami z marmuru karraryjskiego, a przede wszystkim pozłocono kopułę kościoła. W obu wieżach umieszczono nowo odlane dzwony. Poprzednie zostały zarekwirowane na cele militarne jeszcze podczas I wojny światowej i od tamtego czasu kościół pozbawiony był dzwonów. W wieży zachodniej zawieszono największy dzwon, natomiast średni i mały – we wschodniej.

## Architektura

### Wygląd zewnętrzny
Fasada kościoła jest pokryta płytami z wysokiej jakości marmuru karraryjskiego o grubości 2 cm, przymocowanymi do murów przy pomocy „gwoździ miedzianych”. Podobne rozwiązanie zastosowal Wagner przy dekoracji budynku pocztowej kasy oszczędności (Postsparkasse). Pozłacana kopuła, podświetlona w nocy i widoczna z daleka, dała kościołowi miano „Limoniberg” („Cytrynowa Góra”), a wraz z określeniem „Steinhof” stała się w Wiedniu synonimem zakładu psychiatrycznego. Wieże są zwieńczone dwoma miedzianymi posągami patronów Dolnej Austrii, św. Leopolda (po lewej) i św. Sewera (po prawej), wyrzeźbionymi przez Richarda Lukscha. Figury czterech aniołów nad głównym wejściem wyrzeźbił Othmar Schimkowitz.

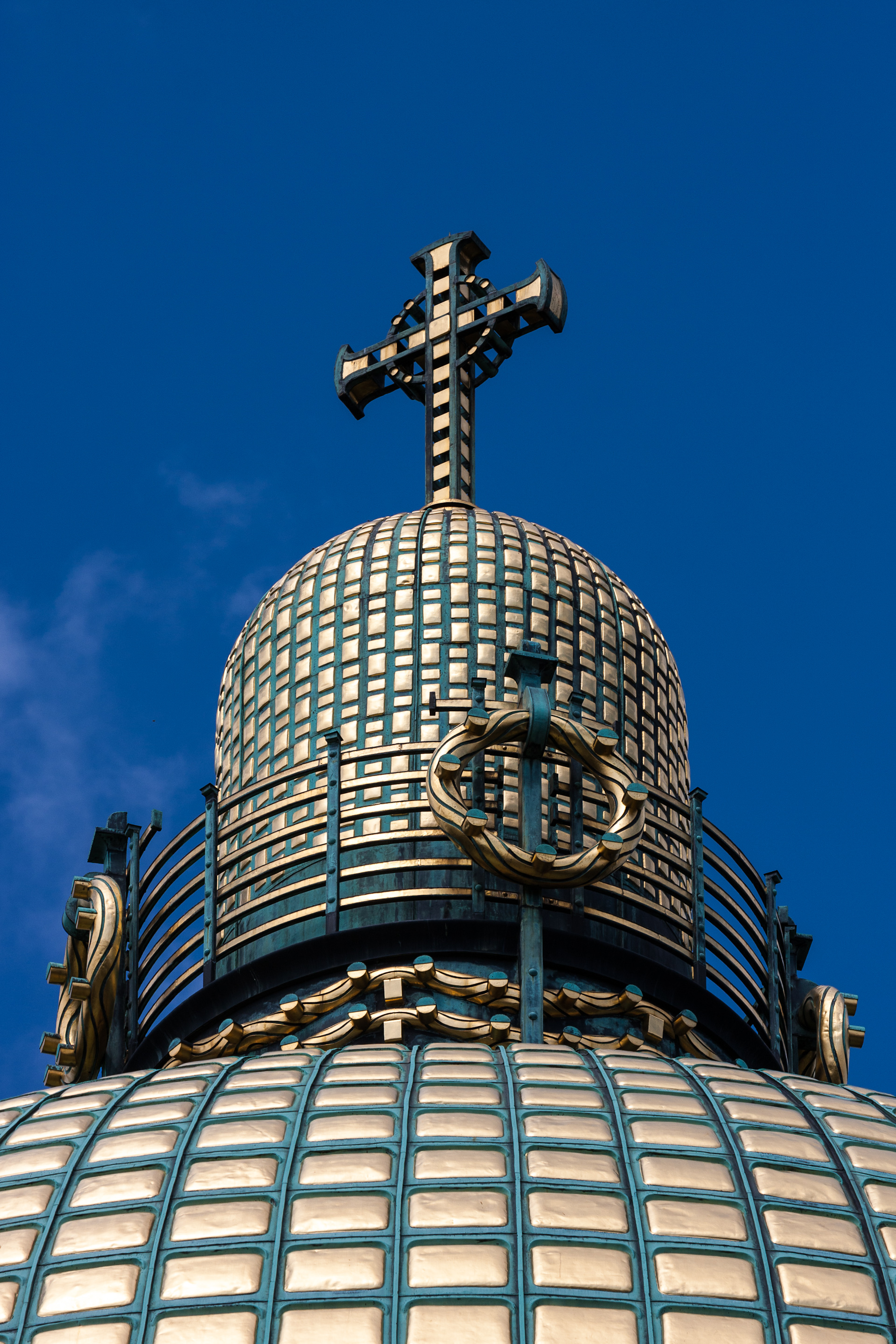
Zwieńczenie kopuły
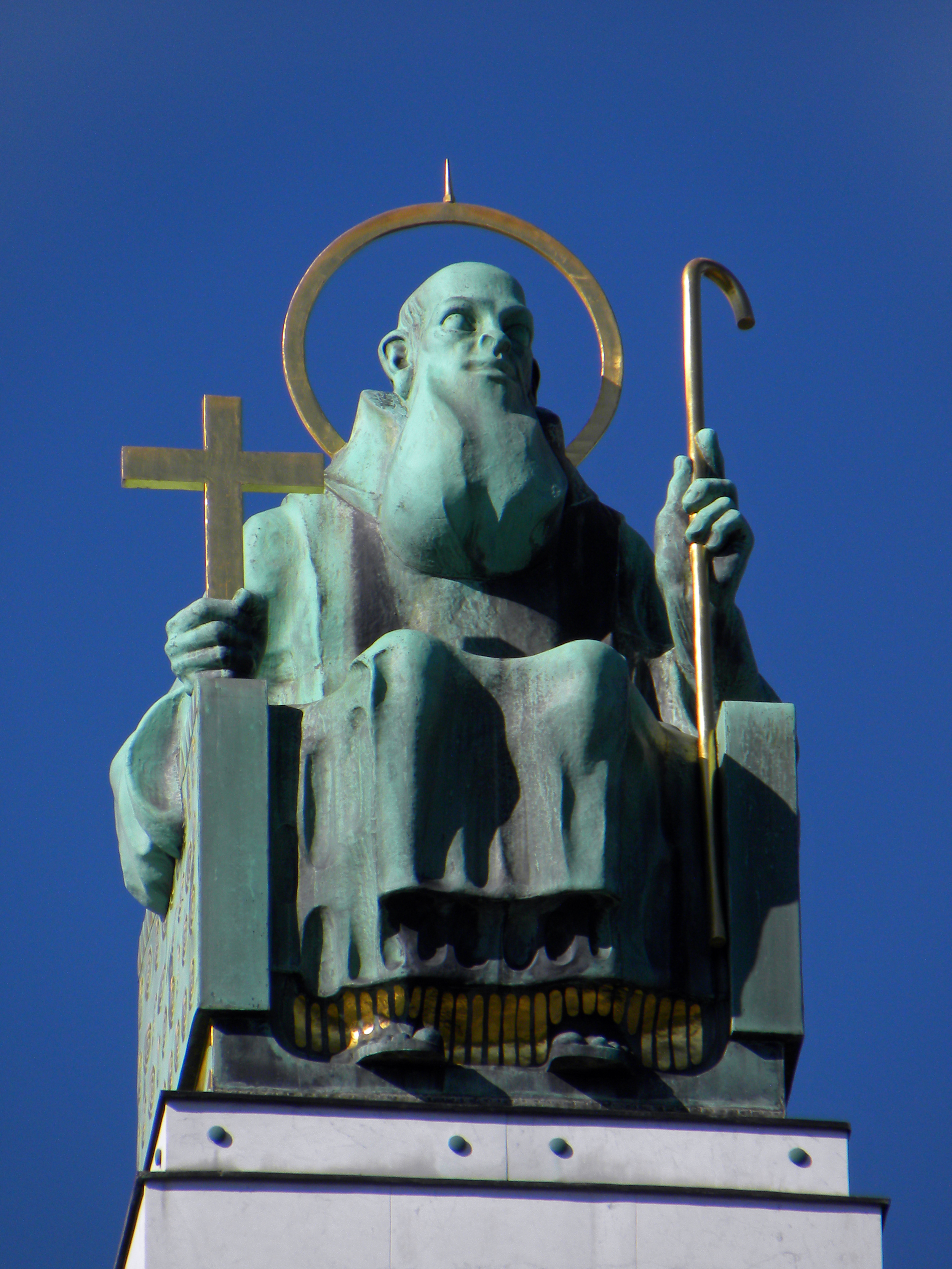
Posąg św. Sewera
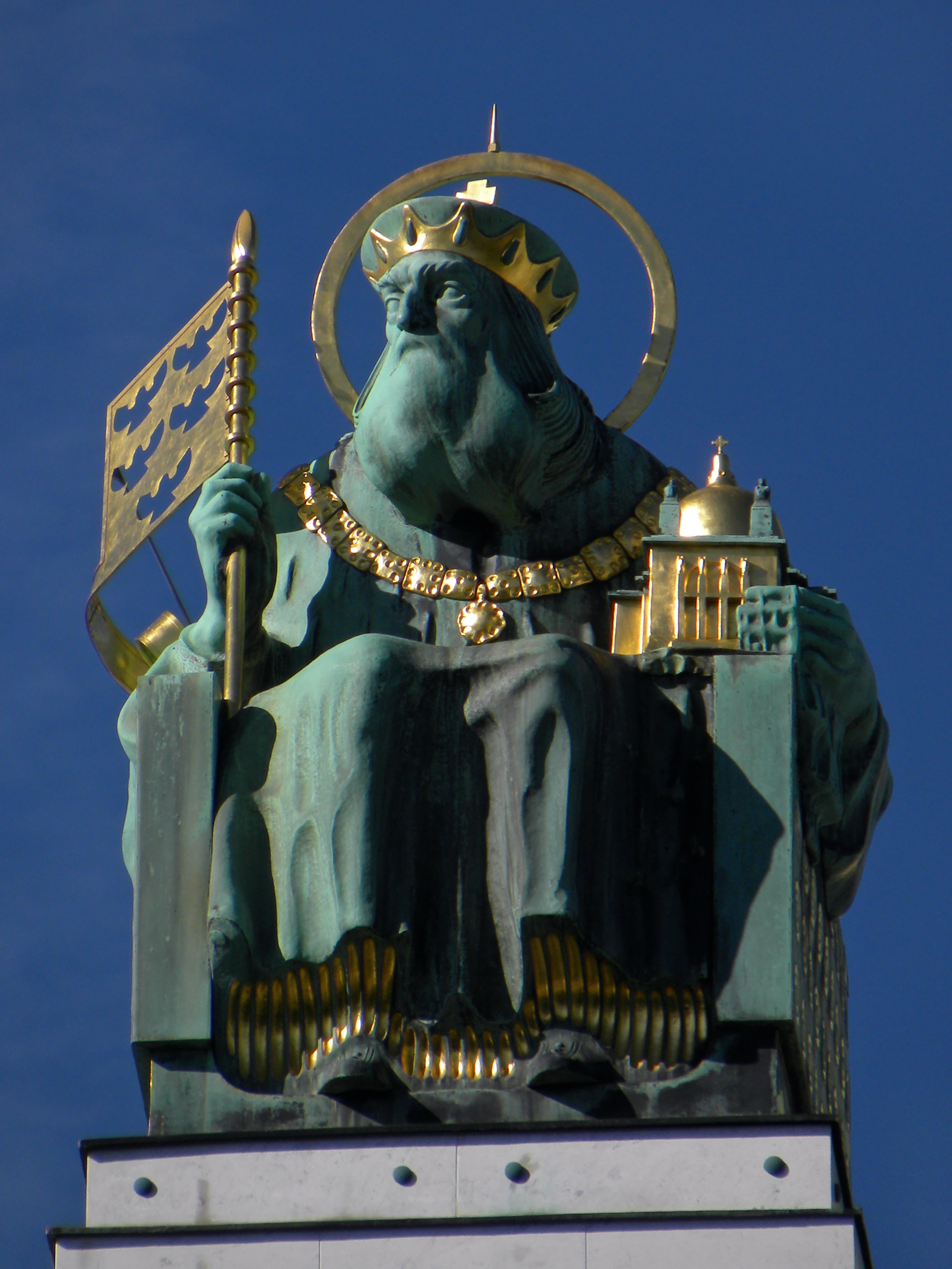
Posąg św. Leopolda
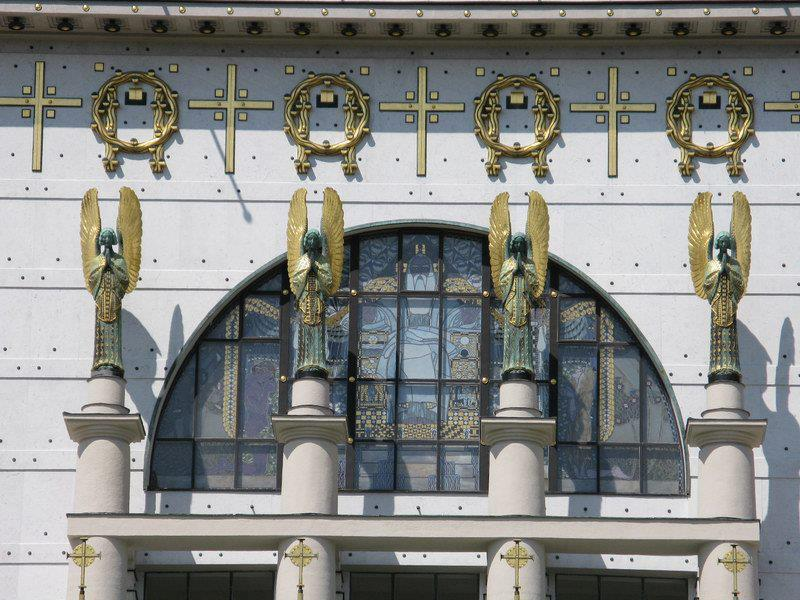
Figury aniołów Schimkowitza
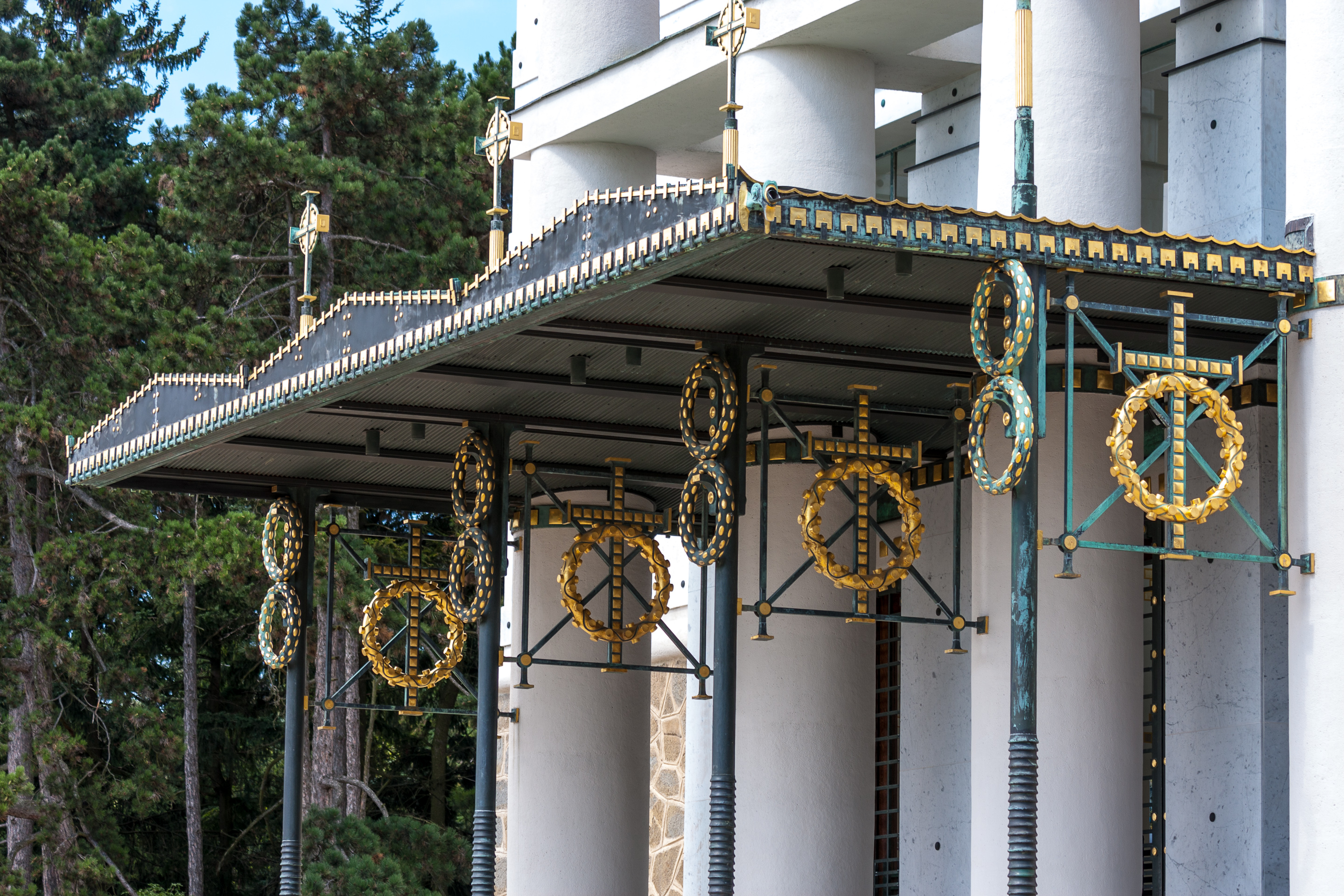
Daszek nad wejściem

### Wnętrze
Wnętrze może pomieścić do 800 osób. Jest ono utrzymane w nastrojowej, biało-złotej tonacji. Aby stworzyć harmonijną strukturę wystroju i ogólnej architektury Otto Wagner zaprojektował również pieczołowicie każdy detal wyposażenia kościoła: tabernakulum, ołtarze, aspersorium, oprawy oświetleniowe, konfesjonały i sprzęt liturgiczny (kielich, monstrancja, dzwonki, itp). Organy zbudował Franz Josef Swoboda. Ambonę wspartą na dwóch małych kolumnach nawiązujących do sztuki bizantyńskiej zaprojektował Paul Neumann. Wielobarwne witraże w oknach zaprojektował Koloman Moser. Autorem wielkiej mozaiki nad ołtarzem głównym jest Rudolf Jettmar.

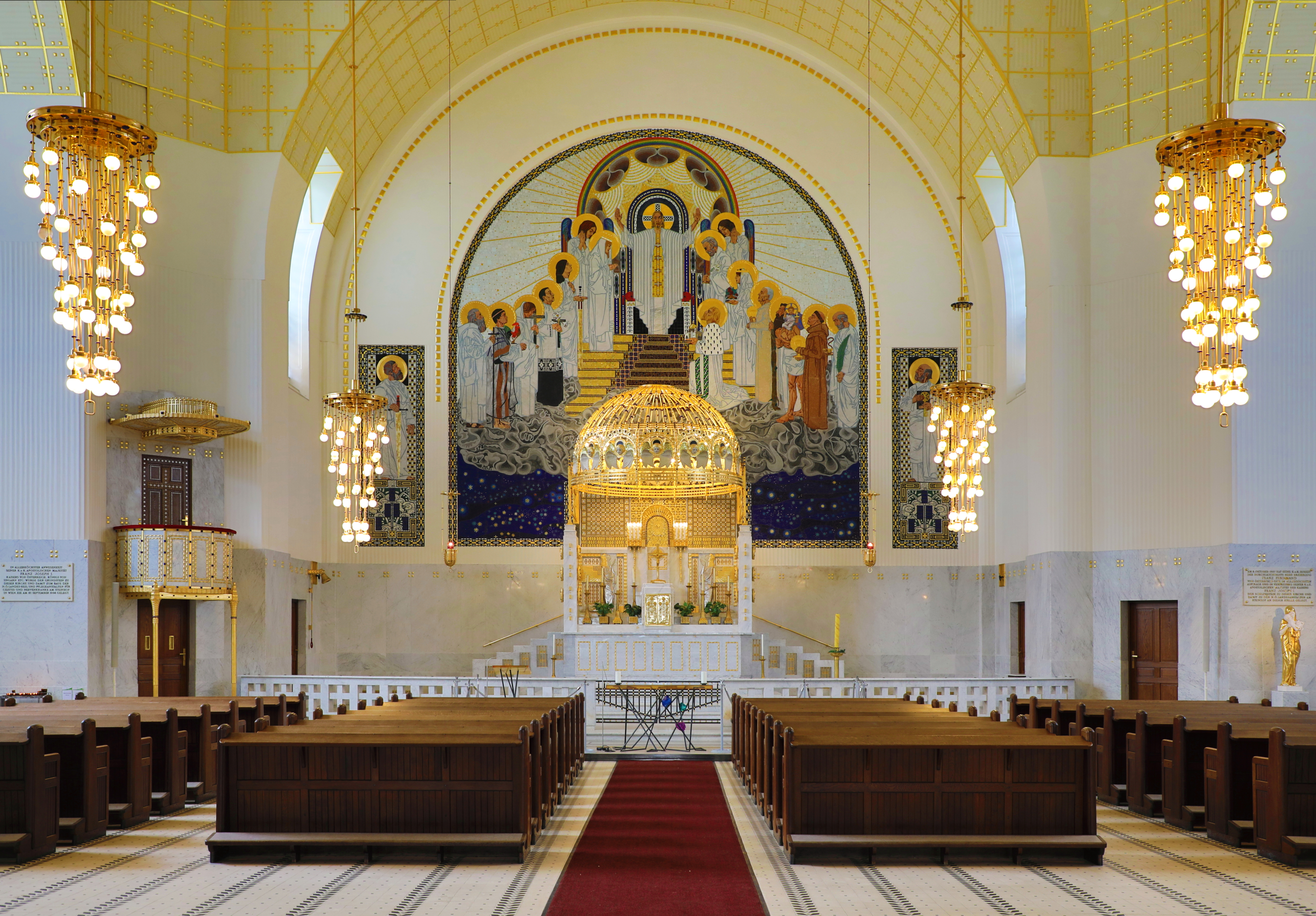
Wnętrze
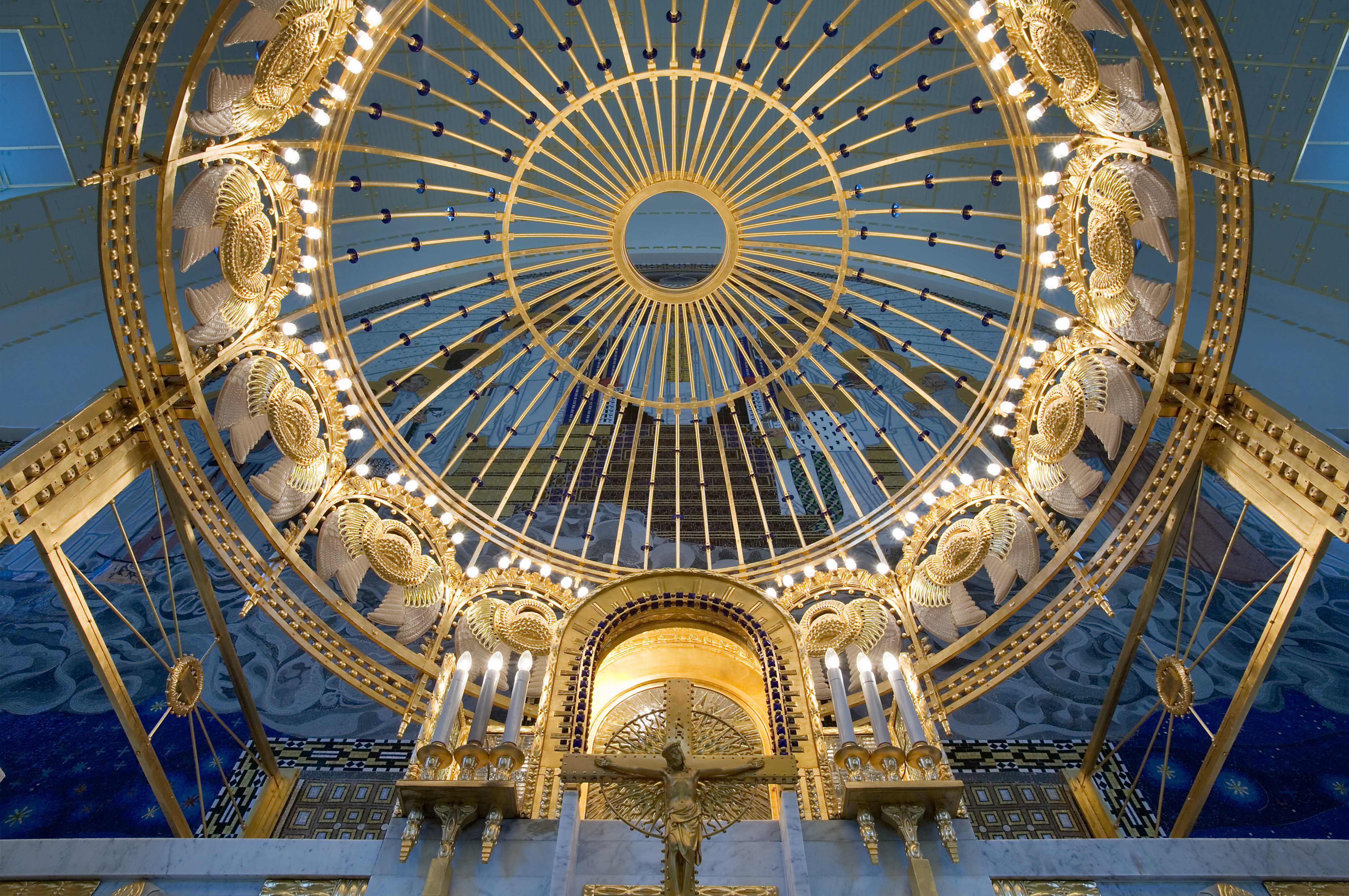
Kopuła wewnętrzna
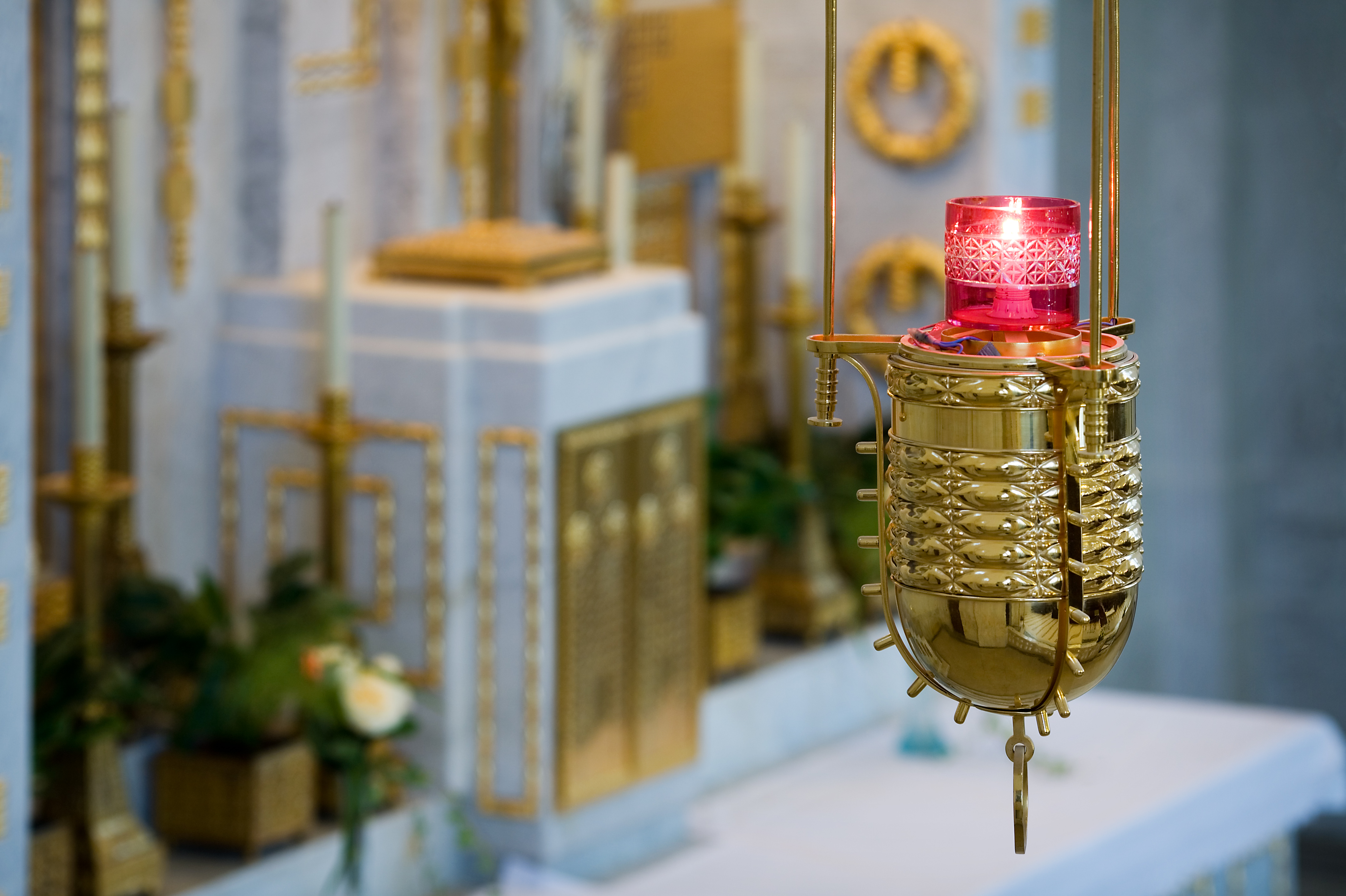
Lampa
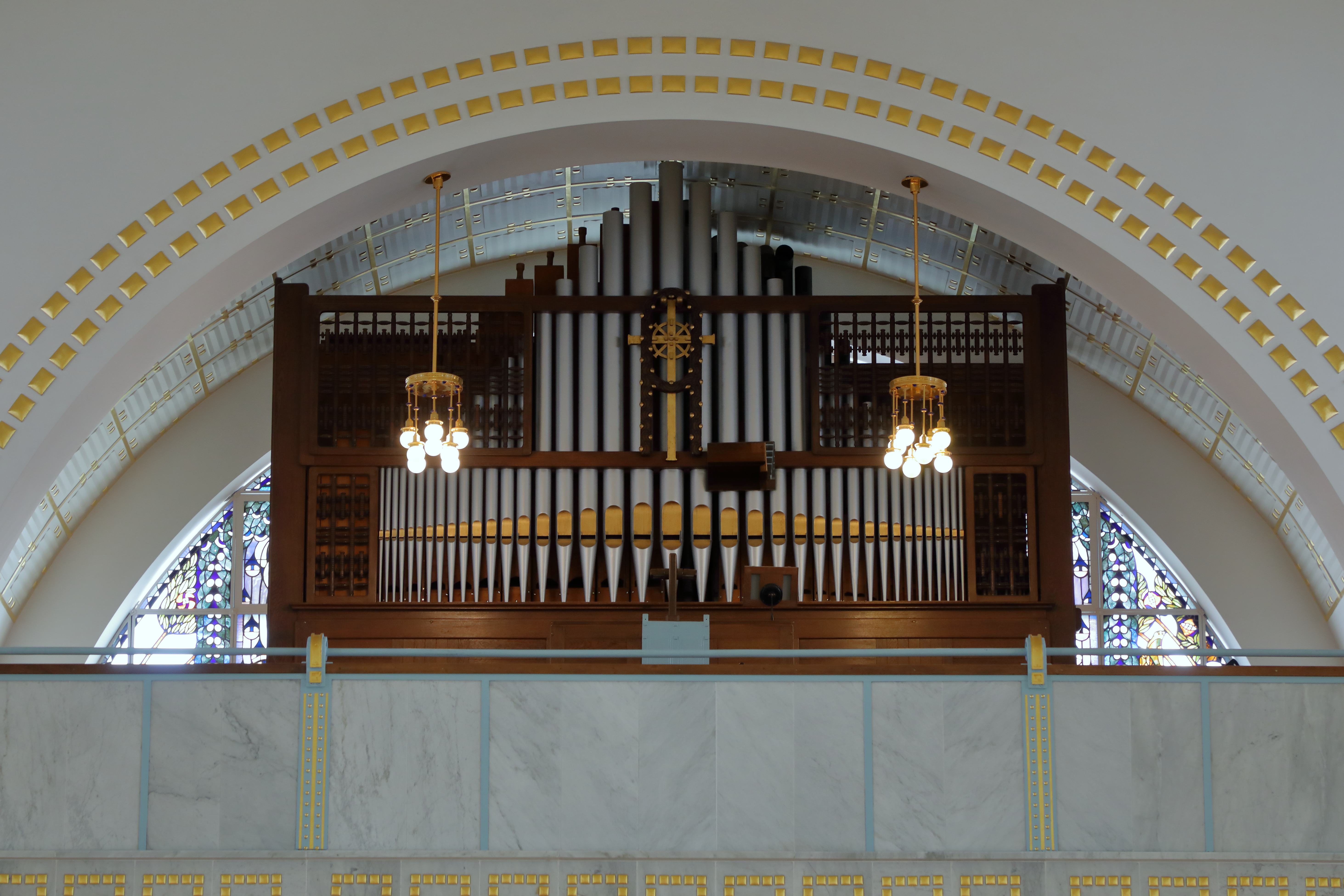
Organy